# Günther Kleiber

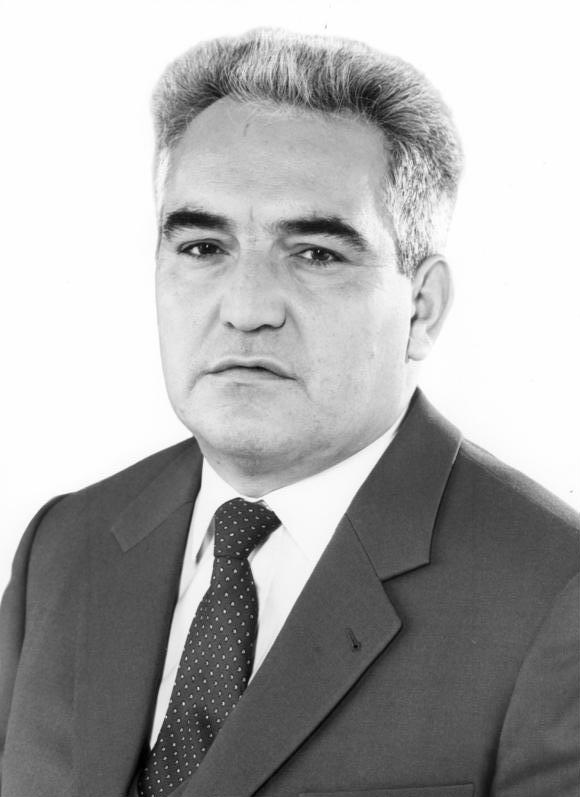
Günther Kleiber 1981

Günther Kleiber (* 16. September 1931 in Eula; † 29. März 2013 in Berlin) war ein deutscher Politiker. Er war Mitglied des Politbüros des Zentralkomitees der SED und Minister für Allgemeinen Maschinen-, Landmaschinen- und Fahrzeugbau in der DDR. In den Mauerschützenprozessen wurde Kleiber wegen Totschlags zu drei Jahren Freiheitsstrafe verurteilt.

## Leben
Kleiber absolvierte 1946–1949 eine Ausbildung zum Elektriker im VEB Braunkohlekraftwerk Großzössen-Witznitz, besuchte 1950–1952 die Arbeiter-und-Bauern-Fakultät Dresden und studierte 1952–1958 an der Fakultät für Luftfahrtwesen der Universität Rostock, die 1953 im Zuge des Aufbaus der DDR-Flugzeugindustrie an die Technische Hochschule Dresden verlegt wurde. Dort war er bis 1962 wissenschaftlicher Assistent.
Kleiber trat 1947 der FDJ bei, besuchte 1949 die Landesjugendaktivistenschule und wurde 1950 Mitglied der SED. 1962–1963 war er hauptamtlicher Sekretär der Fakultäts-Parteiorganisation der SED an der TU Dresden, danach Mitarbeiter beziehungsweise Leiter der Abteilung Elektronik der SED-Bezirksleitung Dresden und 1966–1971 Staatssekretär für die Koordinierung und Nutzung der EDV beim Vorsitzenden des Ministerrates der DDR. In dieser Funktion wurde er zudem Abgeordneter der Volkskammer, Mitglied des Zentralkomitees und stieg zum Kandidaten des Politbüros des ZK der SED auf. Außerdem war er 1971–1988 stellvertretender beziehungsweise 1988–1989 erster stellvertretender Vorsitzender des Ministerrates. 1973–1986 war Kleiber Minister für Allgemeinen Maschinen-, Landmaschinen- und Fahrzeugbau, anschließend ständiger Vertreter der DDR beim RGW.

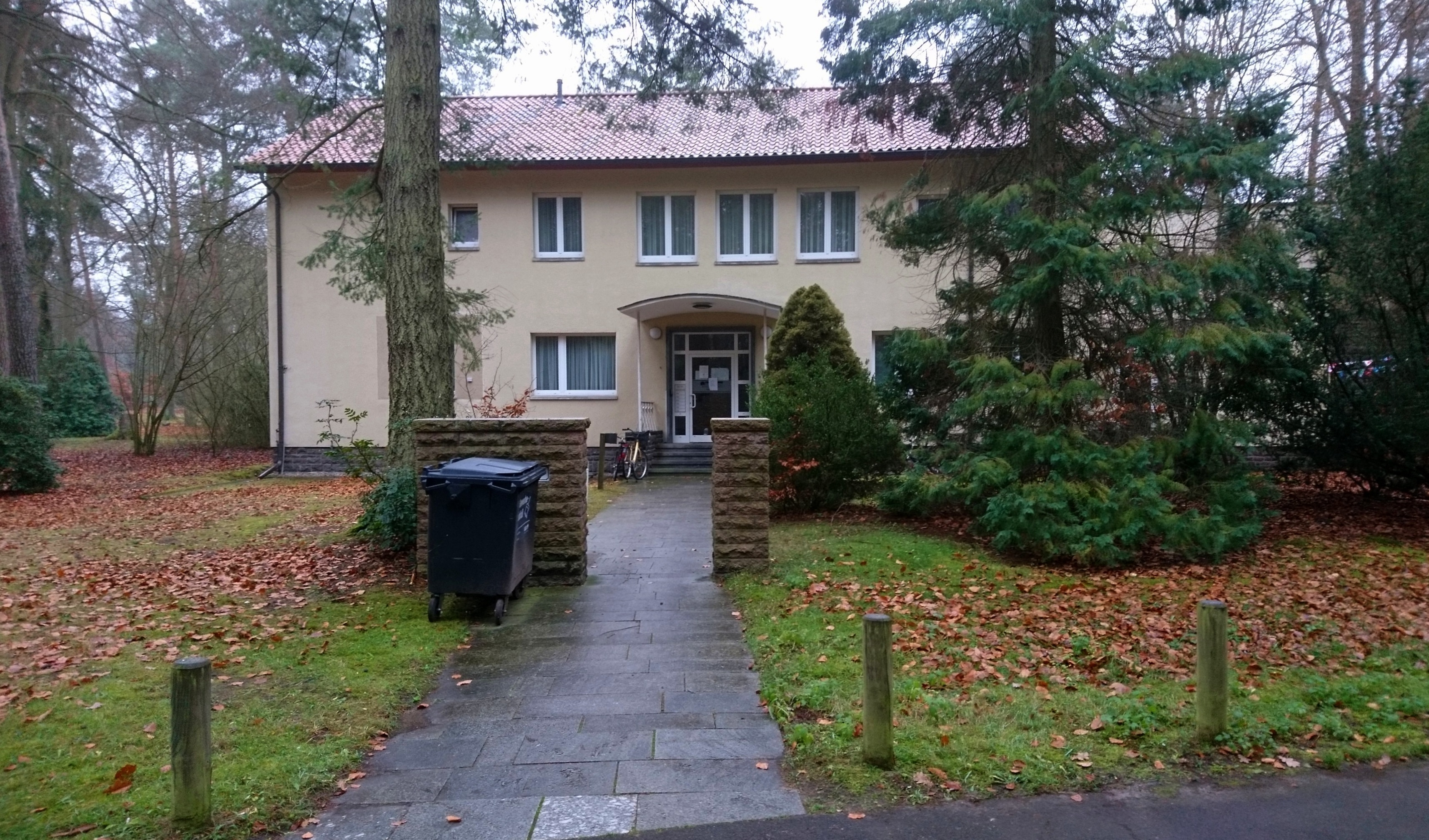
Waldsiedlung Wandlitz, das einst von Kleiber bewohnte „Haus 5“

1984 wurde er Mitglied des Politbüros des ZK der SED und 1988 Mitglied des Nationalen Verteidigungsrates.
Am 7. November 1989 trat Kleiber von seinem Regierungsamt und am 8. November 1989 als Mitglied des Politbüros des ZK der SED zurück und wurde am 3. Dezember aus der SED ausgeschlossen. Ein Ermittlungsverfahren wegen Amtsmissbrauchs und Korruption wurde im Mai 1990 eingestellt, Kleiber war nach der Entlassung aus der Untersuchungshaft arbeitslos.

## Verurteilung wegen Totschlags
Im August 1995 begann gegen ihn im Rahmen der sogenannte Politbüroprozesse ein Prozess wegen „Totschlags und Mitverantwortung für das Grenzregime der DDR“ vor dem Berliner Landgericht. Kleiber wurde zu drei Jahren Freiheitsstrafe verurteilt. Der Bundesgerichtshof bestätigte im November 1999 das Urteil und Kleiber trat am 18. Januar 2000 die Haft im offenen Vollzug in der JVA Hakenfelde in Berlin an. Am 6. September 2000 wurde er, gemeinsam mit Günter Schabowski, durch den damaligen Berliner Regierenden Bürgermeister Eberhard Diepgen (CDU) begnadigt.

## Auszeichnungen
- 1969 Banner der Arbeit
- 1981 Karl-Marx-Orden

## Darstellung Kleibers in der bildenden Kunst
- Werner Büttner (Linolschnitt, 44,8 × 33,4 cm)[2]

## Veröffentlichungen
- Elektrische Ausrüstung im Flugzeug, Dresden 1959
- Elektroausrüstung, Neuenhagen 1959
- Probleme bei der Einführung und Durchsetzung der Datenverarbeitungstechnik im Perspektivplanzeitraum. Möglichkeiten und Wirtschaftlichkeiten, politisch-ideologische Probleme, Prognose, Leitungstätigkeit, Berlin 1967